# Света-Петка (Пазарджикская область)
Света-Петка (болг. Света Петка) — село в Болгарии. Находится в Пазарджикской области, входит в общину Велинград. Население составляет 1 571 человек.

## Политическая ситуация
В местном кметстве Света-Петка, в состав которого входит Света-Петка, должность кмета (старосты) исполняет Муса Мехмед Мандраджиев (Зелёные) по результатам выборов правления кметства.
Кмет (мэр) общины Велинград — Иван Георгиев Лебанов (независимый) по результатам выборов в правление общины.